# Scoparia exhibitalis
Scoparia exhibitalis là một loài bướm đêm trong họ Crambidae.